# Associazione Calcio Pavia 1967-1968
Questa voce raccoglie le informazioni riguardanti l'Associazione Calcio Pavia nelle competizioni ufficiali della stagione 1967-1968.

## Stagione
Nella stagione 1967-68 il Pavia disputa il girone A del campionato di Serie C, con 27 punti in classifica si piazza in diciottesima posizione e retrocede in Serie D con Bolzano e Mestrina. Il torneo è vinto dal Como con 57 punti davanti al Piacenza con 50 punti, i lariani salgono in Serie B.
Dopo l'entusiasmante promozione ed il ritorno nella terza serie del calcio italiano dopo undici anni, il Pavia si affida all'allenatore Mario Trezzi per affrontare l'impegnativo girone A della Serie C, ma la squadra pavese paga il salto di categoria, nelle prime dieci giornate realizza una sola rete e ne subisce 15, divide l'ultimo posto con la Mestina. Dopo tre sconfitte consecutive a metà novembre viene esonerato Mario Trezzi e richiamato Pietro Magni. Un cambio che pare portare a un cambio di rotta, ma che alla lunga non porta i benefici auspicati. Dopo lo (0-0) interno con il Legnano tocca a Tato Franco Brocchetta il compito di condurre in porto una nave, andata da tempo alla deriva. Il mesto ritorno in Serie D giunge con largo anticipo. Giocherà per sei stagioni in Serie D dal 1968 al 1974, poi per tre stagioni nel campionato di Promozione dal 1974 al 1977, e farà ritorno in Serie D nel 1977, vincendo il girone B del campionato che lo riporterà in Serie C2.

## Rosa
| N. |                   | Ruolo | Calciatore           |
| -- | ----------------- | ----- | -------------------- |
|    | Italia (bandiera) | D     | Giuseppe Acquali     |
|    | Italia (bandiera) | C     | Giorgio Avanzi       |
|    | Italia (bandiera) | P     | Giancarlo Battistini |
|    | Italia (bandiera) | C     | Stefano Bernini      |
|    | Italia (bandiera) | A     | Augusto Bottani      |
|    | Italia (bandiera) | C     | Franco Brumana       |
|    | Italia (bandiera) | C     | Gianpaolo Chierico   |
|    | Italia (bandiera) | D     | Luigi Donzelli       |
|    | Italia (bandiera) | D     | Giuseppe Ghisoni     |
|    | Italia (bandiera) | A     | Gravellone           |
|    | Italia (bandiera) | D     | Carlo Mascherpa      |

| N. |                   | Ruolo | Calciatore           |
| -- | ----------------- | ----- | -------------------- |
|    | Italia (bandiera) | C     | Lanfranco Migliaccio |
|    | Italia (bandiera) | A     | Ponzoni              |
|    | Italia (bandiera) | C     | Franco Radaelli      |
|    | Italia (bandiera) | P     | Pierantonio Ravazzi  |
|    | Italia (bandiera) | C     | Giuseppe Regali      |
|    | Italia (bandiera) | C     | Renzo Rovatti        |
|    | Italia (bandiera) | D     | Vincenzo Sangalli    |
|    | Italia (bandiera) | A     | Gianluigi Tavazzani  |
|    | Italia (bandiera) | D     | Ernesto Villa        |
|    | Italia (bandiera) | C     | Umberto Volpati      |
|    | Italia (bandiera) | A     | Aristide Zucchinali  |

## Risultati

### Girone di andata
| Arbitro: | Reggiani (Bologna) |

|                    |           |  |
| Bagnoli 59’ (rig.) | Marcatori |  |

| Pavia 24 settembre 1967 2ª giornata | Pavia              | 0 – 0 | Mestrina | Stadio Comunale\| Arbitro: \| Clerico (Chiavari) \| |
| Arbitro:                            | Clerico (Chiavari) |       |          |                                                     |

| Arbitro: | Marchetti (Vicenza) |

|                            |           |                |
| Ciclitira 24’ Furlanis 53’ | Marcatori | 75’ Zucchinali |

| Pavia 8 ottobre 1967 4ª giornata | Pavia               | 0 – 0 | Biellese | Stadio Comunale\| Arbitro: \| Vannucchi (Bologna) \| |
| Arbitro:                         | Vannucchi (Bologna) |       |          |                                                      |

| Legnano 15 ottobre 1967 5ª giornata | Legnano          | 0 – 0 | Pavia | Stadio Comunale\| Arbitro: \| Beretta (Milano) \| |
| Arbitro:                            | Beretta (Milano) |       |       |                                                   |

| Pavia 22 ottobre 1967 6ª giornata | Pavia            | 0 – 0 | Bolzano | Stadio Comunale\| Arbitro: \| Bellandi (Lucca) \| |
| Arbitro:                          | Bellandi (Lucca) |       |         |                                                   |

| Arbitro: | Bencetti (Treviglio) |

|  |           |                              |
|  | Marcatori | 55’, 64’ Musiello 75’ Comini |

| Arbitro: | Cattivello (Udine) |

|                                                   |           |  |
| Rossi 44’ Crespi 75’ Dalle Crode 82’ Milanesi 86’ | Marcatori |  |

| Arbitro: | Fuschi (Pescara) |

|  |           |                           |
|  | Marcatori | 64’, 85’ Rossi 86’ Perego |

| Arbitro: | Longi (Livorno) |

|                     |           |  |
| Ive 61’ Pedroni 81’ | Marcatori |  |

| Arbitro: | Cattivello (Udine) |

|                                |           |             |
| Regali 3’ Rigamonti 32’ (aut.) | Marcatori | 55’ Camotti |

| Arbitro: | Boccia (Bari) |

|              |           |            |
| Capecchi 57’ | Marcatori | 79’ Regali |

| Arbitro: | Nardis (Roma) |

|             |           |            |
| Volpati 80’ | Marcatori | 88’ Furino |

| Arbitro: | Lupi (Genova) |

|                                |           |  |
| Pestrin 12’, 61’ Montanari 92’ | Marcatori |  |

| Arbitro: | Canova (Milano) |

|            |           |                     |
| Regali 64’ | Marcatori | 28’ (rig.) Gambazza |

| Arbitro: | De Marco (Torre del Greco) |

|                           |           |                |
| Pantani 25’ Zanderigo 86’ | Marcatori | 63’ Gravellone |

| Arbitro: | Laurenti (Padova) |

|                |           |  |
| Zucchinali 49’ | Marcatori |  |

| Arbitro: | Stagnoli (Bologna) |

|              |           |                |
| Marforio 57’ | Marcatori | 70’ Gravellone |

| Arbitro: | Capobianco (Cagliari) |

|             |           |                  |
| Bernini 27’ | Marcatori | 56’, 82’ Canzian |

### Girone di ritorno
| Arbitro: | Calì (Roma) |

|                |           |                   |
| Zucchinali 80’ | Marcatori | 77’, 85’ De Cecco |

| Arbitro: | Vannucchi (Bologna) |

|              |           |                |
| Cazzador 58’ | Marcatori | 63’ Zucchinali |

| Arbitro: | Marino (Taranto) |

|                   |           |  |
| Avanzi 60’ (rig.) | Marcatori |  |

| Arbitro: | Ferro (Finale Ligure) |

|                                              |           |           |
| Mosca 26’ Livraghi 63’ Canzi 72’ Valerio 80’ | Marcatori | 88’ Villa |

| Pavia 3 marzo 1968 24ª giornata | Pavia                | 0 – 0 | Legnano | Stadio Comunale\| Arbitro: \| Busalacchi (Palermo) \| |
| Arbitro:                        | Busalacchi (Palermo) |       |         |                                                       |

| Arbitro: | Frasso (Capua) |

|              |           |                |
| Bertuolo 91’ | Marcatori | 89’ Zucchinali |

| Arbitro: | Calì (Roma) |

|                       |           |                    |
| Comini 27’ Sironi 79’ | Marcatori | 84’ (rig.) Bernini |

| Arbitro: | Zacchetti (Milano) |

|                |           |                  |
| Zucchinali 63’ | Marcatori | 66’ (rig.) Rossi |

| Arbitro: | D'Amario (Chieti) |

|  |           |             |
|  | Marcatori | 9’ Donzelli |

| Arbitro: | Leardi (Messina) |

|  |           |             |
|  | Marcatori | 48’ Pedroni |

| Treviglio 14 aprile 1968 30ª giornata | Trevigliese     | 0 – 0 | Pavia | Stadio Mario Zanconti\| Arbitro: \| Longi (Livorno) \| |
| Arbitro:                              | Longi (Livorno) |       |       |                                                        |

| Cremona 28 aprile 1968 31ª giornata | Pavia          | 0 – 0 | Treviso | Stadio Giovanni Zini\| Arbitro: \| Frasso (Capua) \| |
| Arbitro:                            | Frasso (Capua) |       |         |                                                      |

| Arbitro: | Pesciarelli (Roma) |

|             |           |  |
| Gittone 24’ | Marcatori |  |

| Arbitro: | Gialluisi (Barletta) |

|  |           |                 |
|  | Marcatori | 12’, 16’ Favari |

| Arbitro: | Ciulli (Roma) |

|                                                         |           |             |
| Baffi 3’, 30’ (rig.) Manera 50’ Ferraguti 73’ Oliva 83’ | Marcatori | 63’ Ponzoni |

| Arbitro: | Ciacci (Firenze) |

|               |           |  |
| Tavazzani 19’ | Marcatori |  |

| Arbitro: | Bellandi (Lucca) |

|                                |           |                                    |
| Bonfanti 48’ (rig.) Pinato 65’ | Marcatori | 11’ Zucchinali 51’ (rig.) Donzelli |

| Arbitro: | Reggiani (Bologna) |

|               |           |  |
| Tavazzani 80’ | Marcatori |  |

| Arbitro: | Prati (Parma) |

|                                   |           |                |
| Umile 29’ Cazzaniga 36’ Bedin 48’ | Marcatori | 67’ Zucchinali |